# Förenade demokratiska partiet
Förenade demokratiska partiet (en. The United Democratic Party) är ett liberalt politiskt parti i Tanzania. De har 2 platser av 269 i landets parlament. Dess kandidat, John Momise Cheyo, fick 4,2 procent av rösterna vid presidentvalet 2000.